# Sant’Agata di Puglia
Sant'Agata di Puglia község (comune) Olaszország Puglia régiójában, Foggia megyében.

## Fekvése
A Dauniai-szubappenninek vidékén fekszik, a Campania-Puglia határ közelében Foggiától délnyugatra. 

## Története
A település elődje a római Artemisium volt, amelynek nevét I. Gergely pápa rendeletére változtatták meg, annak okán, hogy a település katedrálisában helyezték el Szent Ágota relikviáit. Erődje a 11. században épült.A következő századokban nemesi birtok volt, önállóságát a 19. század elején nyerte el amikor a Nápolyi Királyságban felszámolták a feudalizmust.

## Népessége
A lakosság számának alakulása:

## Főbb látnivalói
- Katedrális - a régi katedrális elpusztult, jelen építményt a 17. században barokk stílusban építették
- Castello - az eredeti normann erődöt a 16. századbana alakították át nemesi rezidenciává. A külső védművek napjainkban is láthatók.